# 帽子が笑う…不気味に
『帽子が笑う…不気味に』（原題：The Madcap Laughs）は、シド・バレットが1970年に発表した初のソロ・アルバム。

## 解説
1968年にピンク・フロイドを脱退したシド・バレットは、同年5月13日、ピーター・ジェナーのプロデュースの下で最初のデモ・レコーディングを行う。「夜もふけて」はその時に最初のテイクが録音されたが、アルバムに収録されたのは5月28日録音のヴァージョン。その後ハーヴェスト・レコードの社長であるマルコム・ジョーンズのプロデュースで、本格的なレコーディングが開始された。「むなしい努力」と「ラヴ・ユー」では、ソフト・マシーンのメンバー3人による演奏がオーバー・ダビングされる。マルコムの下で6曲が完成し、その後、ピンク・フロイドのデヴィッド・ギルモアとロジャー・ウォーターズも合流して、プロデュースと演奏で参加。ジャケット・デザインは「ヒプノシス」のストーム・ソーガソンとオーブリー・パウエルが担当し、写真撮影はミック・ロックによる。
1969年11月14日、「タコに捧ぐ詩」がシングルとして先行リリースされた。それは結果的に、シド唯一のソロ・シングルとなった。そして、1970年にアルバムが発表されると、全英40位に達した。
ピンク・フロイド結成前からシドの友人であったデヴィッド・ギルモアは、本作収録曲をしばしば自分のライヴで取り上げた。2001年のロンドン公演では「カメに捧ぐ詩」を演奏し、その模様はDVD『イン・コンサート』（2002年発売）に収録。2006年のヨーロッパ・ツアーでは「暗黒の世界」が演奏され、その時の音源は、デヴィッド・ボウイとの連名によるシドの追悼シングル「アーノルド・レーン」（2006年）のカップリング曲として収録された。

## 収録曲
特記なき楽曲はシド・バレット作詞・作曲。
1. カメに捧ぐ詩 - "Terrapin" - 5:05
2. むなしい努力 - "No Good Trying" - 3:26
3. ラヴ・ユー - "Love You" - 2:30
4. 見知らぬところ - "No Man's Land" - 3:03
5. 暗黒の世界 - "Dark Globe" - 2:02
6. ヒア・アイ・ゴー - "Here I Go" - 3:12
7. タコに捧ぐ詩 - "Octopus" - 3:48
8. 金色の髪 (ジェイムス・ジョイス作の一篇より) - "Golden Hair" (Syd Barrett, James Joyce) - 2:00
9. 過ぎた恋 - "Long Gone" - 2:50
10. 寂しい女 - "She Took a Long Cold Look" - 1:56
11. フィール - "Feel" - 2:17
12. イフ・イッツ・イン・ユー - "If It's In You" - 2:27
13. 夜もふけて - "Late Night" - 3:11
下記6曲は1993年リマスターCDのボーナス・トラック。
14. タコに捧ぐ詩 (テイク1&2) - "Octopus" (Takes 1 & 2) - 3:09
15. むなしい努力 (テイク5) - "It's No Good Trying" (Take 5) - 6:23
16. ラヴ・ユー (テイク1) - "Love You" (Take 1) - 2:29
17. ラヴ・ユー (テイク3) - "Love You" (Take 3) - 2:11
18. 寂しい女 (テイク4) - "She Took A Long Cold Look At Me" (Take 4) - 2:45
19. 金色の髪 (テイク5) - "Golden Hair" (Take 5) (Syd Barrett, James Joyce) - 2:28

## カヴァー
- 「暗黒の世界」は、R.E.M.のシングル「オレンジ・クラッシュ」（1988年）、プラシーボのシングル「36ディグリーズ」（1996年）にカヴァーが収録された。

## 参加ミュージシャン
- シド・バレット - ボーカル、ギター
- デヴィッド・ギルモア - ベース、ギター
- ロジャー・ウォーターズ - ベース
- ヒュー・ホッパー - ベース (on 2. 3.)
- ロバート・ワイアット - ドラムス (on 2. 3.)
- マイク・ラトリッジ - キーボード (on 2. 3.)
- ジェリー・シャーリー - ドラムス (on 4. 6.)
- ウィリー・ウィルソン - ベース (on 4. 6.)